# Liste des gouverneurs actuels des provinces de l'Angola
 (août 2023).
Cette page dresse la liste des gouverneurs actuels des 18 provinces angolaises.

## Gouverneurs des provinces
| Province       | Nom                                           | Depuis (le)       |
| -------------- | --------------------------------------------- | ----------------- |
| Bengo          | Maria Antónia Nelumba                         | 16 septembre 2022 |
| Benguela       | Luís Manuel da Fonseca Nunes                  | 16 septembre 2022 |
| Bié            | Pereira Alfredo                               | 2018              |
| Cabinda        | Mara Regina da Silva Baptista Domingos Quiosa | 2017              |
| Cuando-Cubango | José Martins                                  | 2021              |
| Cuanza-Nord    | Pedro Maquita Armando Júlia                   | 16 septembre 2022 |
| Cuanza-Sud     | Job Pedro Castelo Capapinha                   | 16 septembre 2022 |
| Cunene         | Gerdina Ulipamue Didalewa                     | 2020              |
| Huambo         | Lotti Nolika                                  | 16 septembre 2022 |
| Huila          | Nuno Bernabé Mahapi Dala                      | 2021              |
| Luanda         | Manuel Gomes da Conceição Homem               | 16 septembre 2022 |
| Lunda-Nord     | Deolinda Ódia Paulo Satula Vilarinho          | 16 septembre 2022 |
| Lunda-Sud      | Daniel Félix Neto                             | 2018              |
| Malanje        | Marcos Alexandre Nhunga                       | 16 septembre 2022 |
| Moxico         | Ernesto Muangala                              | 16 septembre 2022 |
| Namibe         | Augusto Archer de Sousa Mangueira             | 2019              |
| Uíge           | José Carvalho da Rocha                        | 2020              |
| Zaïre          | Adriano Mendes de Carvalho                    | 16 septembre 2022 |

## Sources
Site du gouvernement d'Angola